# Antoni Czabański
Antoni Czabański (ur. 12 października 1897 w Kołomyi, zm. 12 stycznia 1948 w Krakowie) – major żandarmerii Wojska Polskiego, działacz niepodległościowy, kawaler Orderu Virtuti Militari.

## Życiorys
Urodził się 12 października 1897 w Kołomyi, ówczesnym mieście powiatowym Królestwa Galicji i Lodomerii, w rodzinie Józefa (1861–1899), profesora tamtejszego c. k. Wyższego Gimnazjum, i Anieli z Bohosiewiczów, córki dzierżawcy rolnego. Po śmierci ojca wyjechał z matką do jej rodziców w Krzywotułach, gdzie wychowywał się do szósego roku życia. W 1914 ukończył naukę w klasie VIIa c. k. Gimnazjum I z polskim językiem wykładowym w Stanisławowie. W sierpniu 1914 wstąpił do Legionu Wschodniego.
Od 8 kwietnia 1915 w Legionach Polskich. Służył w 4. kompanii I batalionu 4 Pułku Piechoty. Od 15 lipca 1915 do 6 października 1916 walczył na froncie lubelskim i wołyńskim. 4 kwietnia 1917 został wymieniony we wniosku o odznaczenie austriackim Krzyżem Wojskowym Karola. W tym samym roku ukończył pułkowy kurs oficerski. We wrześniu 1917, po kryzysie przysięgowym, został wcielony do cesarskiej i królewskiej Armii.
W listopadzie 1918 został przyjęty do Wojska Polskiego. W szeregach 4 Pułku Piechoty Legionów walczył z bolszewikami. 17 października 1919 jako podoficer byłych Legionów Polskich został mianowany z dniem 1 października 1919 podporucznikiem w żandarmerii. 19 listopada 1919 został przeniesiony z Dowództwa Żandarmerii Okręgu Generalnego Warszawa do Dowództwa Żandarmerii Okręgu Generalnego Kielce na stanowisko dowódcy plutonu żandarmerii w Miechowie. 26 stycznia 1920 wrócił do garnizonu Warszawa na stanowisko dowódcy 2 plutonu żandarmerii. 27 sierpnia 1920 został zatwierdzony z dniem 1 kwietnia 1920 w stopniu rotmistrza, w żandarmerii, w grupie oficerów byłych Legionów Polskich. Pełnił wówczas służbę w Dywizjonie Żandarmerii Wojskowej Nr 1 w Warszawie.
Po zakończeniu wojny z bolszewikami kontynuował służbę w 1 Dywizjonie Żandarmerii w Warszawie, w charakterze żołnierza zawodowego. 3 maja 1922 został zweryfikowany w stopniu kapitana ze starszeństwem z 1 czerwca 1919 i 71. lokatą w korpusie oficerów żandarmerii. W 1924 był dowódcą plutonu żand. Modlin, w 1926 instruktorem oddziału szkolnego Kadry Szwadronu Zapasowego, a w 1928 dowódcą plutonu żandarmerii Warszawa V. W październiku 1930 został przeniesiony do 10 Dywizjonu Żandarmerii w Przemyślu na stanowisko pełniącego obowiązki kwatermistrza. 29 stycznia 1932 został mianowany majorem ze starszeństwem z 1 stycznia 1932 i 2. lokatą w korpusie oficerów żandarmerii. W grudniu 1934 został wyznaczony na stanowisko zastępcy dowódcy 10 dżand. W październiku 1935 został przeniesiony do 9 Dywizjonu Żandarmerii w Brześciu nad Bugiem na stanowisko zastępcy dowódcy dywizjonu. W 1938 zajmowane przez niego stanowisko otrzymało nazwę „I zastępca dowódcy dywizjonu”. W czasie kampanii wrześniowej 1939 początkowo na stanowisku szefa żandarmerii Okręgu Korpusu Nr IX, a od 18 września 1939 komendanta Kwatery Głównej Samodzielnej Grupy Operacyjnej „Polesie”. Po kapitulacji wojsk generała Franciszka Kleeberga dostał się do niemieckiej niewoli. Przebywał w Oflagu VII A Murnau.
Po uwolnieniu z niewoli wrócił do kraju i został zarejestrowany w jednej z rejonowych komend uzupełnień. Zmarł 12 stycznia 1948 w Krakowie. Trzy dni później został pochowany na cmentarzu Rakowickim. Spoczywa w kwaterze XXI b, rząd 2, grób 25.
Był żonaty, dzieci nie miał.

## Ordery i odznaczenia
- Krzyż Srebrny Orderu Wojskowego Virtuti Militari nr 6200 – 17 maja 1922[30][31][32]
- Krzyż Niepodległości – 6 czerwca 1931 „za pracę w dziele odzyskania niepodległości”[33][34][35]
- Złoty Krzyż Zasługi – 1938 „za zasługi na polu pracy społecznej”[36]
- Medal Pamiątkowy za Wojnę 1918–1921 – 1928[29]
- Medal Dziesięciolecia Odzyskanej Niepodległości – 1928[29]
- Srebrny Medal za Długoletnią Służbę – 1938[29]
- Brązowy Medal za Długoletnią Służbę – 1938[29]
- Krzyż Oficerski Orderu Korony Rumunii[37]